# InterContinental Hotels Group

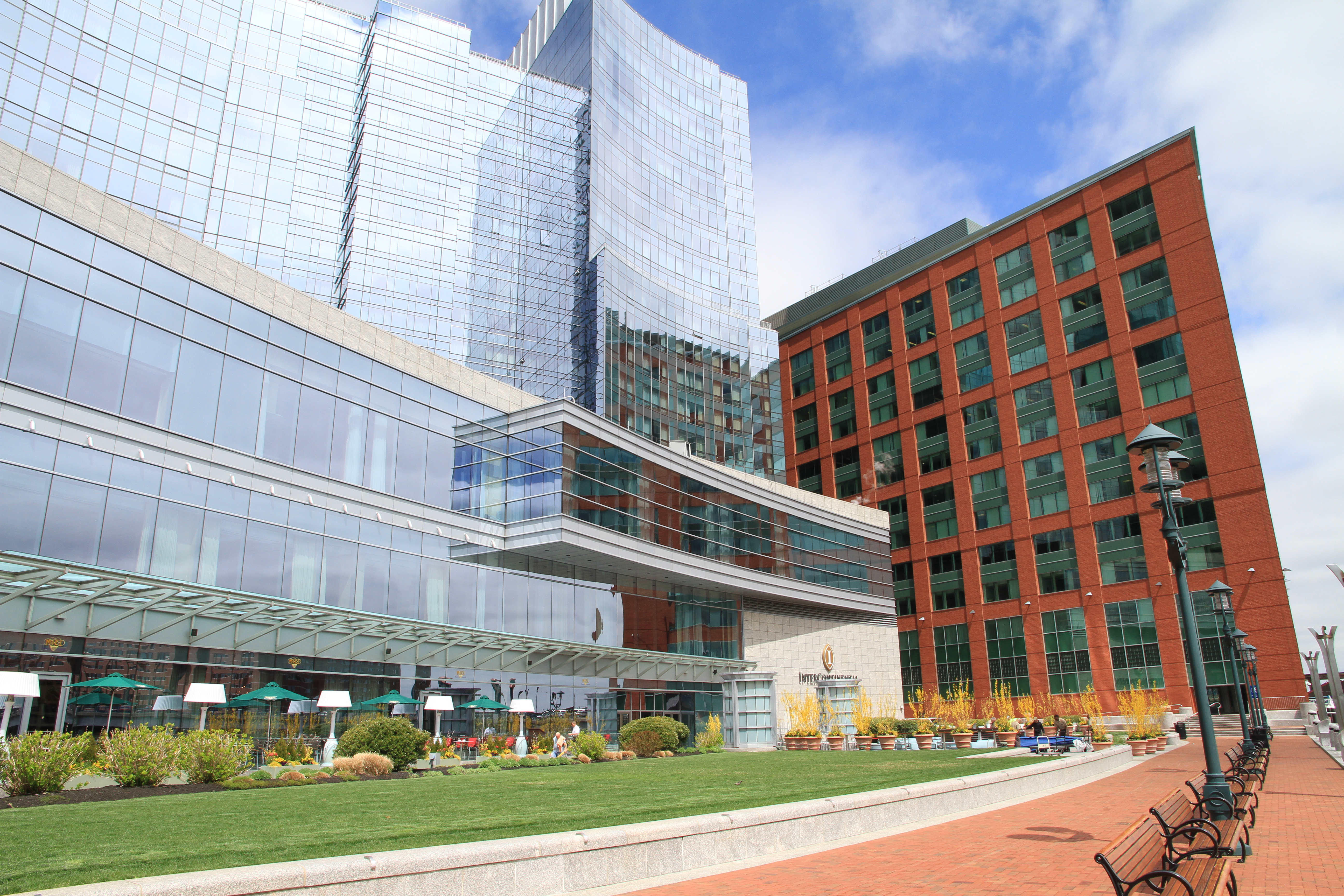
Hotel Intercontinental w Bostonie, USA

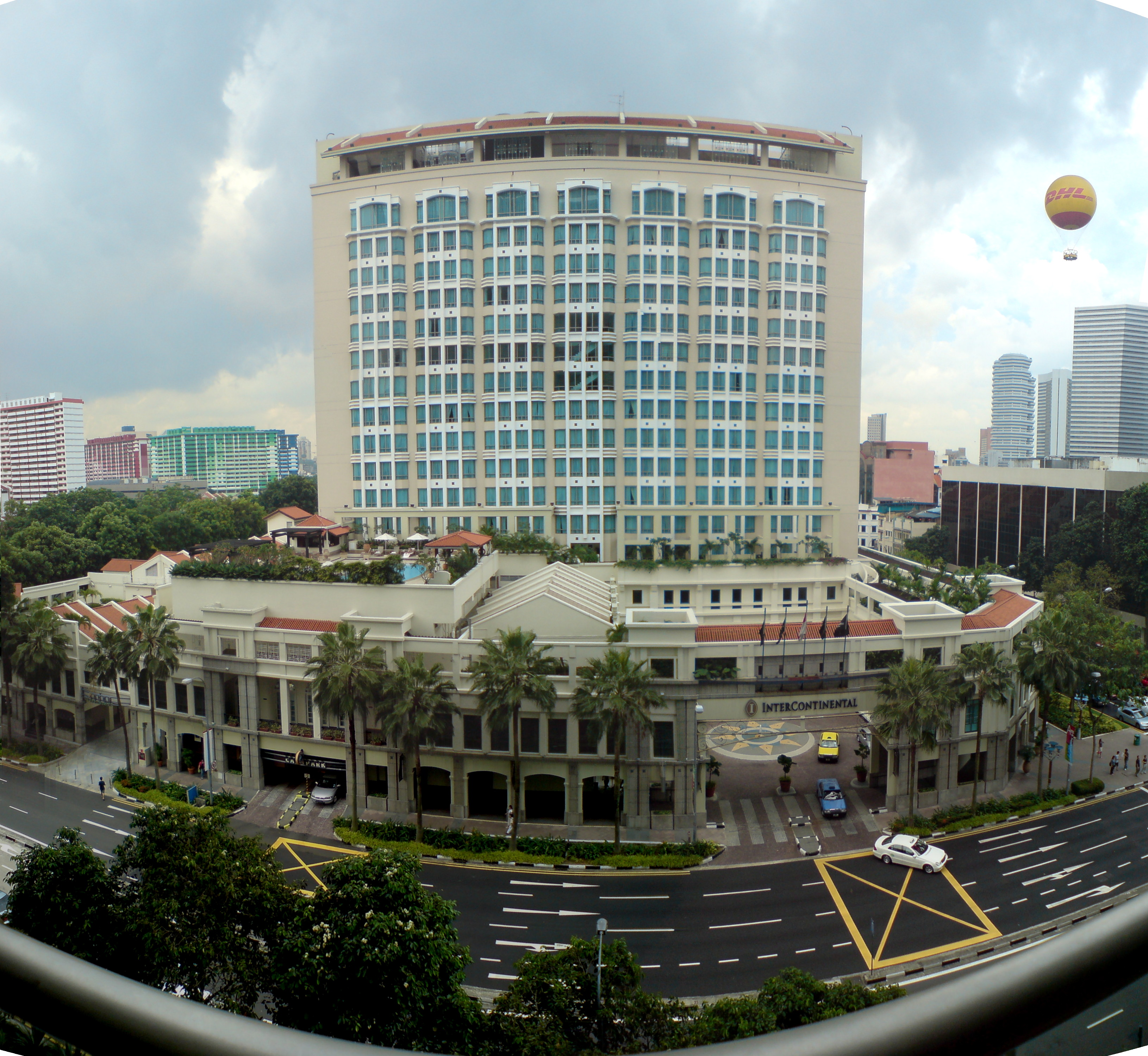
Hotel Intercontinental w Singapurze

InterContinental Hotels Group plc – brytyjskie przedsiębiorstwo hotelowe.
Pierwszy hotel InterContinental otwarto 4 kwietnia 1946 w Belém w Brazylii dla załóg i pasażerów Pan American World Airways. Liczba hoteli rosła wraz z rozwojem tras w Ameryce Południowej i na Karaibach, potem w Europie, na Bliskim Wschodzie i Azji. Później otwierano też hotele wewnątrz USA – pierwszy, InterContinental Mark Hopkins Hotel w San Francisco (1975).
W 1981 spółkę InterContinental Hotels Corporation przejęła Grand Metropolitan z Wielkiej Brytanii, w 1988 japońska Saison Group, w 1998 Bass Brewery, w której w 2003 stworzono InterContinental Hotels Group. Grupa zarządza też szeregiem innych sieci hotelowych, m.in. Crowne Plaza, Holiday Inn, oraz hoteli wojskowych „Army Hotels”.
Do InterContinental Hotels Group należą następujące marki:
- InterContinental
- Crowne Plaza(inne języki)
- Indigo
- Holiday Inn
- Express by Holiday Inn
- Staybridge(inne języki)
- Candlewood
- Even Hotels(inne języki)
- Hualuxe Hotels
- Army Hotels

## Hotele InterContinental w Polsce
Do sieci w Polsce należy następujący hotel:
- Warszawa − InterContinental Warszawa (od 2004)

## Dawne hotele InterContinental w Polsce
- Warszawa − Victoria InterContinental (w latach 1976–2001, obecnie Sofitel Warsaw Victoria)